# آرثر إي. ستادلر
آرثر إي. ستادلر (بالإنجليزية: Arthur E. Stadler)‏ هو سياسي أمريكي، ولد في 17 أبريل 1892. حزبياً، نشط في الحزب الجمهوري. وقد انتخب عضو جمعية ولاية ويسكونسن.